# أوبي تروتر
أوبي تروتر (بالإنجليزية: Obie Trotter)‏ مواليد 9 فبراير 1984، هو لاعب كرة سلة أمريكي. بدأ مسيرته الاحترافية في سنة 2006. يلعب في الدوري البولندي لكرة السلة كلاعب هجوم خلفي. يحمل الرقم 11. يبلغ طوله 6 قدم 1 بوصة (1.9 م).

## المسيرة الاحترافية
لعب مع غيسن فورتي سيكسرز من سنة 2006 إلى 2008، ثم لعب مع توربان بويات في موسم 2009–2010، ثم لعب مع سولنوكي أولاي من سنة 2010 إلى 2012، ثم لعب مع نيجني نوفغورود في الدوري الروسي في موسم 2012–2013، ثم لعب مع زينيت سانت بطرسبرغ في موسم 2013–2014، ثم لعب مع سولنوكي أولاي في سنة 2014، ثم لعب مع نيو باسكت برينديزي في الدوري الإيطالي في سنة 2016.

## روابط خارجية
- أوبي تروتر على موقع الدوري الأوروبي لكرة السلة (الإنجليزية)
- أوبي تروتر على موقع كرة السلة الأوروبية.كوم (الإنجليزية)
- أوبي تروتر على موقع كلية كرة السلة في سبورتس رفرنس.كوم (الإنجليزية)
- أوبي تروتر على موقع ريلجم (الإنجليزية)
- أوبي تروتر على موقع بروبوليرز (الإنجليزية)
- أوبي تروتر على موقع سبورتس رفرنس (الإنجليزية)